# Kotarszyn
Kotarszyn is een plaats in het Poolse district  Ostrowiecki, woiwodschap Święty Krzyż. De plaats maakt deel uit van de gemeente Waśniów en telt 250 inwoners.